# Шапочка Джульетты

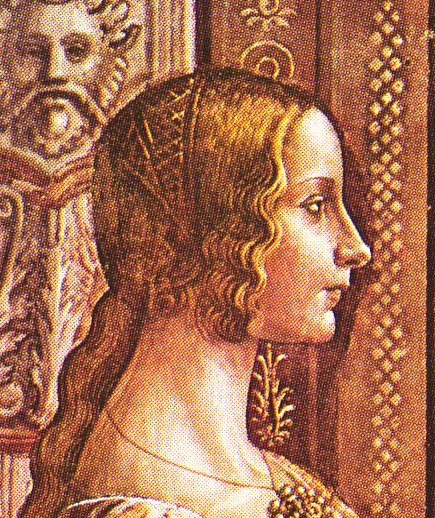
Фресковый портрет юной Людовики Торнабуони, конец 1480-х. Эластичная ткань креста-накрест между более жесткими лентами, идущими от уха до уха

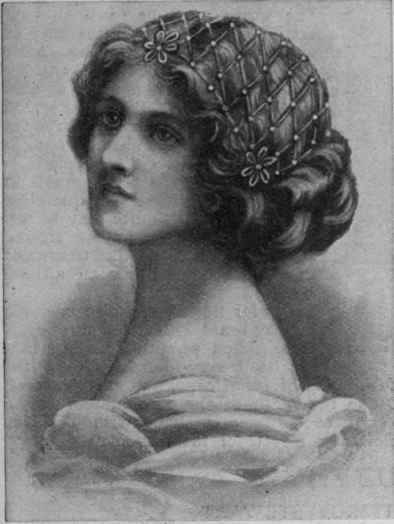
«Красивая шапочка Джульетты, которую легко сшить, с узкой золотой тесьмой и художественно раскрашенными бусинами». Из Энциклопедии каждой женщины, 1910.

Шапочка Джульетты — небольшая ажурная вязаная крючком или сетчатая шапочка, часто украшенная жемчугом, бисером или драгоценностями, которая, в основном, носится под вечернее платье или как часть венчального наряда. Названа в честь шекспировской Джульетты, которую иногда изображают в этом головном уборе.
«Энциклопедия каждой женщины» (Every Woman’s Encyclopaedia; Лондон, 1910 г.) так описывает ее:
Под вечернее платье излюбленным и подобающим украшением для волос является шапочка, сделанной по образцу той, какую носит несчастная героиня всемирно известной истории любви. Шапочка Джульетты сохраняет свои позиции независимо от моды, и, хотя потребует покупки дорогих безделушек, может быть за бесценок сшита искусными и умелыми пальцами и адаптирована к индивидуальному стилю.
Оригинальный текст (англ.)
For evening wear a favourite and becoming adornment for the hair is a cap made after the fashion of that worn by the hapless heroine of the world's best known love story . Juliet caps hold their place as fashions come and go , and, although somewhat expensive trifles to buy may be made up by artistic and clever fingers at very little cost , and shaped to suit individual styles.